# 明羽杏子
明羽 杏子（あかばね きょうこ）は、日本の女性声優。主にアダルトゲームに声をあてている。

## 出演
太字はメインキャラクター。

### アダルトアニメ
- お見合い相手は教え子、強気な、問題児。（2017年、生徒B、高宮 宗一郎〈子供〉、生徒たち） - 完全版

### PCゲーム
2016年
- ノラと皇女と野良猫ハート（その他）

2017年
- 星恋＊ティンクル（その他）
- アイよりアオい海の果て（その他）
- お家に帰るまでがましまろです（川越 太一）[1]
- あまいえ（夕張 果梨）[2]
- 星降る夜のファルネーゼ（アット・ギャッツビー、エルザ・ナール）
- ノラと皇女と野良猫ハート2（その他）

2018年
- 処女はお姫様に恋してる 〜3つのきら星〜（細井 千枝理）
- ぱらだいすお〜しゃん（津久見 ねる）[3]
- 勇者と魔王と、魔女のカフェ（その他）
- 出会って5分は俺のもの! 時間停止と不可解な運命（黒瀬 桜良）[4]
- 乙女が結ぶ月夜の煌めき（能見 彩春）[5]

2019年
- 黄昏のフォルクローレ（女給長）[6]
- 乙女が結ぶ月夜の煌めき Fullmoon Days（能見 彩春）[7]
- どっちのiが好きですか?（英 摩耶）[8]

2020年
- 神様のような君へ（朝倉 霧香）[9]
- アマカノ2（黒姫 結灯）[10]
- かけぬけ★青春スパーキング!（海堂 凪子）[11]
- まいてつ Last Run!!（職員A）
- 響野さん家はエロゲ屋さん!（響野 紡）[12]

2021年
- 我が姫君に栄冠を（クロネ）[13]
- 俺の恋天使がポンコツすぎてコワ～い。（沖恒 まそら）[14]
- 創作彼女の恋愛公式（彩瀬 逢桜）[15]
- ウチはもう、延期できない。（響野 紡、怖がりな女子生徒）[16][17]

2022年
- アマカノ2～Perfect Edition～（黒姫 結灯）
- 神様のような君へ Extended Edition（朝倉 霧香）[18]
- 戦国†恋姫EX壱〜奥州の独眼竜編〜（片倉 喜重 景綱）[19]
- ネコと女子寮せよ!（八坂 かのん）[20]
- サメと生きる七日間（吉切 遠花） [21]

2023年
- 恋にはあまえが必要です（藍城 満留）
- アマカノ2+（黒姫 結灯）[22]
- 天使☆騒々 RE-BOOT!（百里 風実花）[23]
- 俺の瞳で丸裸! 不可知な未来と視透かす運命(リュシイ・ステラ・エカルラート)[24]
- あまいろショコラータ3(コハナ)[25]

2024年
- 八剱伝（佐倉志乃駒孝）
- はじめるセカイの理想論 -goodbye world index-（最上 ヒナギク）
- アンラベル・トリガー (ミリセント フリード・レオンハルト)
- 恋にはあまえが必要です ～もっとあまえるだけミニファンディスク (藍城 満留）
- 恋にはあまえが必要です ～もっとあまえてもらうだけミニファンディスク (藍城 満留）
- 双天†恋姫 (虞姫)

2025年
- アンラベル・トリガー -Prelude to War-（ミリセント フリード・レオンハルト）
- アマカノ3（柳木 詩夢）

### コンシューマーゲーム
- 神様のような君へ（朝倉 霧香）[26]
- かけぬけ★青春スパーキング!（海堂 凪子）

### オンラインゲーム
- 天樹下のリベリオンガール（カイ）
- あいりすミスティリア!〜少女のつむぐ夢の秘跡〜（オリヴィエ・クロムライト）[27]

### デジタルコミック
- AからVまで～オレ様上司と秘密の試写会～（雨宮 さつき）

### ドラマCD
- 出会って5分は俺のもの! 時間停止と不可解な運命 ドラマCD『三人一緒にイチャイチャ食事 -桜良＆ノア＆梓-』（黒瀬 桜良）
- 神様のような君へ（朝倉 霧香）
  - バーチャルアイドル神無愛莉のトラブル生放送
  - 朝倉霧香は素直に甘えたい
- アマカノ2 早期購入特典ボイスドラマ（黒姫 結灯）
- 響野さん家はエロゲ屋さん!（響野 紡）
  - ツンデレ・ヤンデレ・うっふーんなお姉さん系!? とある3姉妹の大胆な告白が聞けちゃうドラマCD!
  - イタズラな彼女のドキドキドラマCD
  - エゴサーチは、ほどほどに。
  - Alton公式実況配信者「保美葉子」爆誕
- 創作彼女の恋愛公式 録り下ろしドラマCD『あなただけの女給がご奉仕いたします』（彩瀬 逢桜）
- ウチはもう、延期できない。オリジナルドラマ『ハーデスソフト勢ぞろい!? 響野商店で市場調査!』（響野 紡）
- 神様のような君へ Extended Edition ドラマCD『罰ゲーム×罰ゲーム』（朝倉 霧香）

## ディスコグラフィ

### キャラクターソング
| 発売日   | タイトル | 歌                                         | 楽曲                        | 備考                                                         |
| 2020年   | 2020年 | 2020年                                     | 2020年                      | 2020年                                                       |
| -------- | --- | ------------------------------------------ | --------------------------- | ------------------------------------------------------------ |
| 11月27日 | 「響野さん家はエロゲ屋さん!」特別限定盤同梱特典 キャラクターソング＋オリジナルドラマCD                      | 響野紡（明羽杏子）                         | 「Petit Empty」             | PCゲーム『響野さん家はエロゲ屋さん!』関連曲                  |
| 2022年   | |                                            |                             |                                                              |
| 3月25日  | アマカノ キャラクターソングVol.8                                                                            | 黒姫結灯（明羽杏子）                       | 「鍵」                      | PCゲーム『アマカノ2』関連曲                                  |
| 3月25日  | アマカノ キャラクターソングVol.8                                                                            | 黒姫結灯（明羽杏子）                       | 「coincedence」             | 〃 挿入歌カバー曲                                            |
| 3月25日  | 「神様のような君へ Extended Edition」朝倉霧香 WオープニングマキシシングルCD                                 | 朝倉霧香（明羽杏子）                       | 「new world(朝倉霧香ver.)」 | PCゲーム『神様のような君へ Extended Edition』関連曲          |
| 3月25日  | 「神様のような君へ Extended Edition」朝倉霧香 WオープニングマキシシングルCD                                 | 朝倉霧香（明羽杏子）                       | 「ハレルヤ!」               | 〃 OP主題歌                                                  |
| 5月27日  | 「ネコと女子寮せよ!」特別限定盤同梱特典 マキシシングル＋オリジナルドラマCD                                  | 八坂かのん（明羽杏子）                     | 「キミ色」                  | PCゲーム『ネコと女子寮せよ!』OP主題歌                        |
| 2023年   | |                                            |                             |                                                              |
| 7月28日  | 「俺の瞳で丸裸! 不可知な未来と視透かす運命」マキシシングル＆サウンドトラック ダウンロードミュージックカード | リュシイ・ステラ・エカルラート（明羽杏子） | 「X-ray」                   | PCゲーム『俺の瞳で丸裸! 不可知な未来と視透かす運命』OP主題歌 |